# جستن رويلاند
مارك جستن رويلاند (بالإنجليزية: Mark Justin Roiland) مواليد (21 فبراير، 1980) ممثل، كاتب، منتج ومخرج أمريكي. اشتهر بصناعته مسلسل الرسوم المتحركة ريك ومورتي مع دان هارمون الذي يعرض على قناة آدلت سويم.

## نشأتهُ
ولد جستن رويلاند في 21 فبراير، 1980 في مدينة ستوكتون، كاليفورنيا، وتربى في مدينة مانتيكا، كاليفورنيا. إرتاد مدرسة سييرا الثانوية ومدرسة مانتيكا الثانوية وتخرج في 1998. انتقل بعدها إلى لوس أنجلوس.

## أبرز أعمالهُ

### أعمال سينمائية
- كرامبس (2015) – صوت

### أعمال تلفزيونية
- كوميونتي (2015) – صوت
- عائلة سيمبسون (2015) – صوت
- ريك ومورتي (2013 –الآن) – صوت
- غرافيتي فولز (2012-2016) – صوت
- وقت المغامرة (2011 –2018) – صوت
- سولر اوبزيتيزس (2020–الآن) - صوت

## وصلات خارجية
- جستن رويلاند على موقع IMDb (الإنجليزية)
- جستن رويلاند على موقع ألو سيني (الفرنسية)
- جستن رويلاند على موقع ميوزك برينز (الإنجليزية)
- جستن رويلاند على موقع أول موفي (الإنجليزية)
- جستن رويلاند على موقع ديسكوغز (الإنجليزية)
- جستن رويلاند على موقع قاعدة بيانات الفيلم (الإنجليزية)
- جستن رويلاند على موقع كينوبويسك (الروسية)